# Cancer Control
Cancer Control ist eine wissenschaftliche Fachzeitschrift, die vom Moffitt Cancer Center veröffentlicht wird. Die Zeitschrift erscheint derzeit mit vier Ausgaben im Jahr. Es werden Arbeiten veröffentlicht, die sich damit beschäftigen, die Auswirkungen von malignen Erkrankungen zu vermindern.
Der Impact Factor lag im Jahr 2016 bei 2,48. Nach der Statistik des ISI Web of Knowledge wird das Journal mit diesem Impact Factor in der Kategorie Onkologie an 137. Stelle von 217 Zeitschriften geführt.